# Holothuria axiologa
Holothuria axiologa är en sjögurkeart som beskrevs av Clark. Holothuria axiologa ingår i släktet Holothuria och familjen Holothuriidae. Inga underarter finns listade i Catalogue of Life.